# Adaílton dos Santos da Silva
Adaílton dos Santos da Silva (* 6. Dezember 1990 in Camaçari), auch bekannt als Adaílton, ist ein brasilianischer Fußballspieler.

## Karriere
Adaílton erlernte das Fußballspielen in der Jugendmannschaft des Fortaleza EC im brasilianischen Fortaleza. Hier unterschrieb er 2009 auch seinen ersten Vertrag. Am 1. Januar 2010 wechselte er zum EC Vitória nach Salvador. Mit Vitória gewann er 2010 die Staatsmeisterschaft von Bahia. Von 2011 bis 2013 wurde er an die brasilianischen Vereine Athletico Paranaense, Ituano FC, Joinville EC und AA Ponte Preta ausgeliehen. Anfang August 2014 wechselte er zu Paraná Clube nach Curitiba. Die Saison 2015 wechselte er auf Leihbasis zum japanischen Zweitligisten Júbilo Iwata. Am Ende der Saison wurde er mit dem Verein Vizemeister und stieg in die erste Liga auf. In der Saison absolvierte er 39 Zweitligaspiele. Dabei schoss er 17 Tore. Nach Ende der Ausleihe wurde er von Iwata fest unter Vertrag genommen. Nach 103 Erstligaspielen wechselte er am 4. Januar 2020 zum ebenfalls in der ersten Liga spielenden FC Tokyo. Mit Tokyo gewann er 2020 den J. League Cup. Das Endspiel gegen Kashiwa Reysol gewann man mit 2:1. In der 74. Minute schoss er den Siegtreffer zum 2:1. Nach 131 Ligaspielen wechselte er im Januar 2024 zum Zweitligisten Ventforet Kofu. Für den Verein aus Kōfu bestritt er 33 Ligaspiele. Hierbei erzielte er 13 Tore. Nach einer Spielzeit wechselte er Anfang Januar 2025 in seine Heimat, wo er sich dem Clube do Remo in Belém anschloss.

## Erfolge
EC Vitória
- Staatsmeisterschaft von Bahia: 2010

FC Tokyo
- Japanischer Ligapokalsieger: 2020